# Isaaksdys
Der Isaaksdys war eine megalithische Grabanlage der jungsteinzeitlichen Nordgruppe der Trichterbecherkultur im Kirchspiel Vejby in der dänischen Kommune Gribskov. Das Grab wurde 1838 archäologisch untersucht und später zerstört.

## Lage
Das Grab lag bei Annakrog südlich des Møngevej.

## Forschungsgeschichte
Jens Jacob Asmussen Worsaae führte 1838 eine Ausgrabung der Anlage durch. In den Jahren 1886 und 1937 führten Mitarbeiter des Dänischen Nationalmuseums eine Dokumentation der Fundstelle durch. Dabei konnten keine baulichen Überreste mehr festgestellt werden.

## Beschreibung

### Architektur
Die Anlage besaß eine große Hügelschüttung, deren genaue Form und Maße nicht überliefert sind. Der Hügel enthielt zwei Grabkammern, bei denen nicht sicher ist, ob es sich um Ganggräber oder Dolmen gehandelt hat. Die erste Kammer war langgestreckt. Zur Orientierung und den Maßen liegen keine Informationen vor. An der Südseite der Kammer befand sich ein Gang. Die zweite Grabkammer hatte einen rechteckigen Grundriss, eine Länge von 3,7 m, eine Breite von 1,9 m und eine Höhe von 1,9 m. Auch hier liegen keine Informationen zur Orientierung vor. Die Kammer bestand aus sieben oder acht Wandsteinen. An der Südseite der Kammer befand sich ein Gang mit zwei Schwellensteinen.

### Funde
Worsaae fand bei seiner Untersuchung Knochen, eine (doppelschneidige?) Axt, ein Feuerstein-Beil, zwei dünnblattige Feuerstein-Beile, einen Feuerstein-Meißel, einen Abschlag und vermutlich einen Feuerstein-Dolch. Der Verbleib der Funde ist unklar.